# Oprosti mala
Oprosti mala debitantski je studijski album hrvatske pop pjevačice Jelene Rozge. Album je 2006. godine objavila diskografska kuća Croatia Records. Na albumu su sudjelovali brojni gostujući glazbenici kao što su Tonči Huljić, Đorđe Novković, Vjekoslava Huljić, Željko Pavičić i Remi Kazinoti, koji je ujedno i producent albuma.
Prvo izdanje albuma sadrži deset pjesama uključujući tri remixa, a na re-izdanju albuma dodane su još dvije pjesme "Nemam" i "Gospe moja". S albuma je objavljeno šest singlova: "Oprosti mala", "Ne zovi me Marija, "Ja znam dobro što mi je", "Sve se meni čini da", "Nemam" i "Gospe moja", koji je dobio Grand prix u  Splitu.

## Pozadina
Godine 2006. Jelena s grupom Magazin nastupa na Dori s pjesmom Oprosti mala. Ujedno se taj nastup smatra i oproštajnim nastupom. Naime, iste je večeri Jelena nastupala pod svojim imenom s pjesmom Ne zovi me Marija i započela samostalnu karijeru. Na ljeto iste godine na festivalu zabavne glazbe Split nastupala je s pjesmom Ja znam dobro što mi je. U kolovozu 2006. godine objavljen je album Oprosti mala u izdanju Croatia Recordsa. Godinu 2007. obilježili su nastupi na Dori s pjesmom Nemam i na Splitskom festivalu s pjesmom Gospe moje. Potaknuto uspjehom navedenih pjesama, u rujnu 2007. godine objavljeno je re-izdanje albuma Oprosti mala na kojem su se uz prethodno objavljene pjesme našle i navedene dvije pjesme.

## O albumu
Na albumu se nalazi 13 pjesama, odnosno 15 pjesama (re-izdanje). Autori većine pjesama su Vjekoslava i Tonči Huljić; iznimka su pjesme Roza boja i Sve mi tvoje oči govore, čiji su autori Đorđe Novković i Željko Pavičić.  Producent svih pjesama je Remi Kazinoti. Također, uz originalne pjesme na albumu su se našle i dvije obrade: Bilo bi super (obrada istoimene pjesme grupe Magazin s Danijelom kao pjevačicom) i Lijepa samo za tebe (I could fall in love meksičko-američke pjevačice Selene). Na albumu se nalazi tri remixa čiji je producent Motiwwwo. Album je zvukovno kohezivan i prevladava pop zvuk prisutan na izdanjima grupe Magazin s Jelenom kao vokalom, uz iznimke kao što je pjesma Gospe moja na kojoj je prisutan dalmatinski prizvuk. 

## Komercijalni uspjeh
Album je debitirao na mjestu broj jedan na Službenoj top ljestvici prodanih albuma u Hrvatskoj. Sljedeći tjedan je pao na treće mjesto, a treći tjedan na peto mjesto.

## Popis pjesama
| Re-izdanje (2007) | Re-izdanje (2007)                          | Re-izdanje (2007)                | Re-izdanje (2007) | Re-izdanje (2007) | Re-izdanje (2007) | Re-izdanje (2007) | Re-izdanje (2007) | Re-izdanje (2007) | Re-izdanje (2007) |
| Br.               | Skladba                                    | Autor                            | Producent(i)      | Trajanje          |                   |                   |                   |                   |                   |
| ----------------- | ------------------------------------------ | -------------------------------- | ----------------- | ----------------- | ----------------- | ----------------- | ----------------- | ----------------- | ----------------- |
| 1.                | »Gospe moja«                               | Tonči Huljić • Vjekoslava Huljić | Remi Kazinoti     | 3:25              |                   |                   |                   |                   |                   |
| 2.                | »Nemam (feat. Zlatko Pejaković)«           | Huljić • Huljić                  | Kazinoti          | 3:00              |                   |                   |                   |                   |                   |
| 3.                | »Oprosti mala«                             | Huljić • Huljić                  | Kazinoti          | 3:06              |                   |                   |                   |                   |                   |
| 4.                | »Ja znam dobro što mi je«                  | Huljić • Huljić                  | Kazinoti          | 3:45              |                   |                   |                   |                   |                   |
| 5.                | »Roza boja«                                | Đorđe Novković • Željko Pavičić  | Kazinoti          | 3:22              |                   |                   |                   |                   |                   |
| 6.                | »Vršnjaci moji (Zlatokosa)«                | Huljić • Huljić                  | Kazinoti          | 3:14              |                   |                   |                   |                   |                   |
| 7.                | »Sve se meni čini«                         | Huljić • Huljić                  | Kazinoti          | 4:13              |                   |                   |                   |                   |                   |
| 8.                | »Roba s greškom«                           | Huljić • Huljić                  | Kazinoti          | 3:57              |                   |                   |                   |                   |                   |
| 9.                | »Sve mi tvoje oči govore«                  | Novković • Pavičić               | Kazinoti          | 3:34              |                   |                   |                   |                   |                   |
| 10.               | »Suze od kristala«                         | Huljić • Huljić                  | Kazinoti          | 3:58              |                   |                   |                   |                   |                   |
| 11.               | »Lijepa samo za tebe«                      | Keith Thomas • Vjekoslava Huljić | Kazinoti          | 4:39              |                   |                   |                   |                   |                   |
| 12.               | »Ne zovi me Marija«                        | Huljić • Huljić                  | Kazinoti          | 3:05              |                   |                   |                   |                   |                   |
| 13.               | »Bilo Bi Super (Motiwwwo Gold Remix)«      | Tonči Huljić • Marina Tucaković  | Motiwwwo          | 5:24              |                   |                   |                   |                   |                   |
| 14.               | »Oprosti Mala (Drum'n'dance Remix)«        | Huljić • Huljić                  | Motiwwwo          | 4:34              |                   |                   |                   |                   |                   |
| 15.               | »Ne Zovi Me Marija (Motiwwwo Radio Remix)« | Huljić • Huljić                  | Motiwwwo          | 4:16              |                   |                   |                   |                   |                   |
| 57:32             |                                            |                                  |                   |                   |                   |                   |                   |                   |                   |

Napomene
- "Lijepa samo za tebe" obrada je pjesme I could fall in love meksičko-američke pjevačice Selene.
- "Bilo bi super" obrada je istoimene pjesme koju je skupina Magazin izvela s Danijelom Martinović kao pjevačicom.

## Top ljestvice
| Top ljestvica (2006.)             | Pozicija |
| --------------------------------- | -------- |
| Hrvatska nacionalna top ljestvica | 1        |